# Jan Eric Palmsvärd
Jan Eric Palmsvärd, före adlandet 1812 Nibelius, född 18 maj 1745 i Ljusnarsberg, död 1 april 1821, var en svensk jurist.

## Biografi
Palmsvärd var son till konsistorienotarien Johan Nibelius och Catharina Tunelia, farbror till biskop Gustaf Nibelius och systerson till Erc Tuneld. Han blev student 1765, auskultant i Svea hovrätt 1769, notarie 1776, protonotarie 1781, assessor 1784, konst revisionssekreterare 1792, underståthållare i Stockholm 1793, riddare av Nordstjärneorden 1794, vice president i kommerskollegium 1798 och fullmäktig i Tullarrendesocieteten 1802. Han var justitieråd 1809-17.
Palmsvärd var även poet och skrev dikter både på svenska och latin, men gjorde sig främst känd inom litteraturhistorien som vän till Johan Henric Kellgren och make till den av honom besjungna Christina Bagge.
Nibelius gifte sig den 3 oktober 1788 med Christina Ulrika Bagge, dotter till den svenske konsuln i Tripolis och dennes italienska hustru. Han adlades den 12 maj 1812 med namnet Palmsvärd, introducerades i den egenskapet på nummer 2224, men slöt barnlös själv sin adliga ätt.